# Besseggen
Besseggen, eller Besseggi, er en bjergryg i Vågå kommune i Innlandet fylke i Norge. Besseggen ligger i den østlige del af Jotunheimen, mellem søerne Gjende og Bessvatnet.
Turen over Besseggen er en af de mest populære fjeldture i Norge. Omtrent 40.000 mennesker går denne tur hvert år. Den almindelige rute over Besseggen starter ved Gjendesheim, går op til Veslfjellet (1.743 moh.), går ned over Besseggen, videre over det fladere parti Bandet (1.604 moh.), og ender til slut på Memurubu. Mange vælger at gå den modsatte retning hvor de begynder turen fra Memurubu. Turen er beregnet af Den Norske Turistforening til at tage 6 timer.
Fra Besseggen er der flot udtsigt over Gjende og Bessvatnet. Noget af det karakteristiske ved udsigten er at Gjende ligger næsten 400 meter lavere end Bessvatnet, og mens Bessvatnet har en blå farve som de fleste andre søer , har Gjende en tydelig grøn farve. Den grønne farve er et resultat af vand fra gletsjere som skyller ler ned i vandet.

## Naturbeskyttelse
Det store antal vandrere har ført til stor slitage på stierne op til Besseggen både fra Gjendesheim og Memurubu. Statens naturoppsyn (SNO) bevilgede i 2005 1.175.000 kroner til restaurering af stierne. Projektet som begyndte i 2005 lægger stenplader på stien for at begrænse yderligere skade og forebygge videre erosion af stien. Stenpladerne blev fløjet med helikopter fra Vågå da det er ulovligt at udvinde større mængder sten fra Jotunheimen nationalpark.

- Besseggen set mod øst, med Gjende til højre og Bessvatnet til venstre
- Besseggen set mod øst

- Vandrere langs Besseggen set mod øst, med Gjende til højre og Bessvatnet til venstre
- Udsigt over Gjende set mod øst, med Besseggen til venstre